# Schermbeck
Schermbeck es un municipio situado en el distrito de Wesel, en el estado federado de Renania del Norte-Westfalia (Alemania). Tiene una población estimada, a fines de noviembre de 2023, de 13 563 habitantes.
Está ubicado al noroeste del estado, en la región de Düsseldorf, cerca del río Rin, de la ciudad de Duisburgo y de la frontera con Países Bajos.